# لعبة الموت (مسلسل)
لعبة الموت هو مسلسل عربي مشترك عرض في رمضان 1434هـ/2013م، المسلسل من بطولة عابد فهد، سيرين عبد النور، و ماجد المصري و ميس حمدان ، ومن إخراج الليث حجو و تأليف ريم حنا .

## قصة المسلسل
تدور احداث المسلسل عن رجل أعمال يدعى عاصم غريب (الممثل:عابد فهد) يعيش هاجس الخوف من الرجال المحيطين بزوجته نايا (الممثلة: سيرين عبد النور) وهي فتاة جميلة، فيفرض عليها حصاراً يدفعها لطلب الطلاق منه فيهددها بالقتل.
وعندما تضيق بها كل الطرق والسبل للتخلص منه تنتنحر نايا عن طريق الفقز خلال رحلة بحرية، ويبقى عاصم يعيش على امل ان تعود. 
ولكننا نرى نايا مجدداً في مصر حيث تبدأ حياة جديدة في شركة هندسة يملكها المهندس كريم الشافعي (الممثل: ماجد المصري)
المسلسل مستوحى من فيلم لجوليا روبرتس بعنوان sleeping with the enemy، وأحداث المسلسل قريبه من أحداث فيلم مصري ليوسف شعبان هروب مع سبق الإصرار

## أبطال المسلسل
- عابد فهد بدور عاصم غريب
- سيرين عبد النور بدور نايا
- ماجد المصري بدور المهندس كريم الشافعي
- ميس حمدان بدور نهى
- يوسف حداد بدور جبران
- طلال الجردي بدور فـارس زوج ليلى
- مروة عبد المنعم بدور إنجي السكريتيرة
- باسل الزارو بدور المهندس سليم
- عصام بريدي بدور فادي
- باتريسيا نمور بدور المحامية ليلى
- أسامة أسعد بدور المهندس طارق
- بولين حداد بدور سامية
- نهى عابدين بدور لينا أخت نهى
- نبيل عساف بدور نزيه
- فرح بسيسو بدور منال أخت عاصم
- ندى أبو فرحات بدور الراقصة شهرزاد
- نيكولا معوض بدور هشام
- سميرة بارودي بدور أمّ نايا
- بيار جامجيان بدور عمّ سرحان المزارع
- رضا إدريس بدور عمّي شلبي سواق الشركة
- شربل إسكندر بدور الطبيب
- مارينال سركيس بدور فادية أمّ فادي